# Sattajärvi norr
Sattajärvi norr är den norra delen av bebyggelse som utgår orten Sattajärvi väster om sjön Sattajärvi i Pajala kommun. Bebyggelsen klassades som en separat småort vid SCB:s ortsavgränsning 2020.